# XIII emendamento della Costituzione degli Stati Uniti d'America

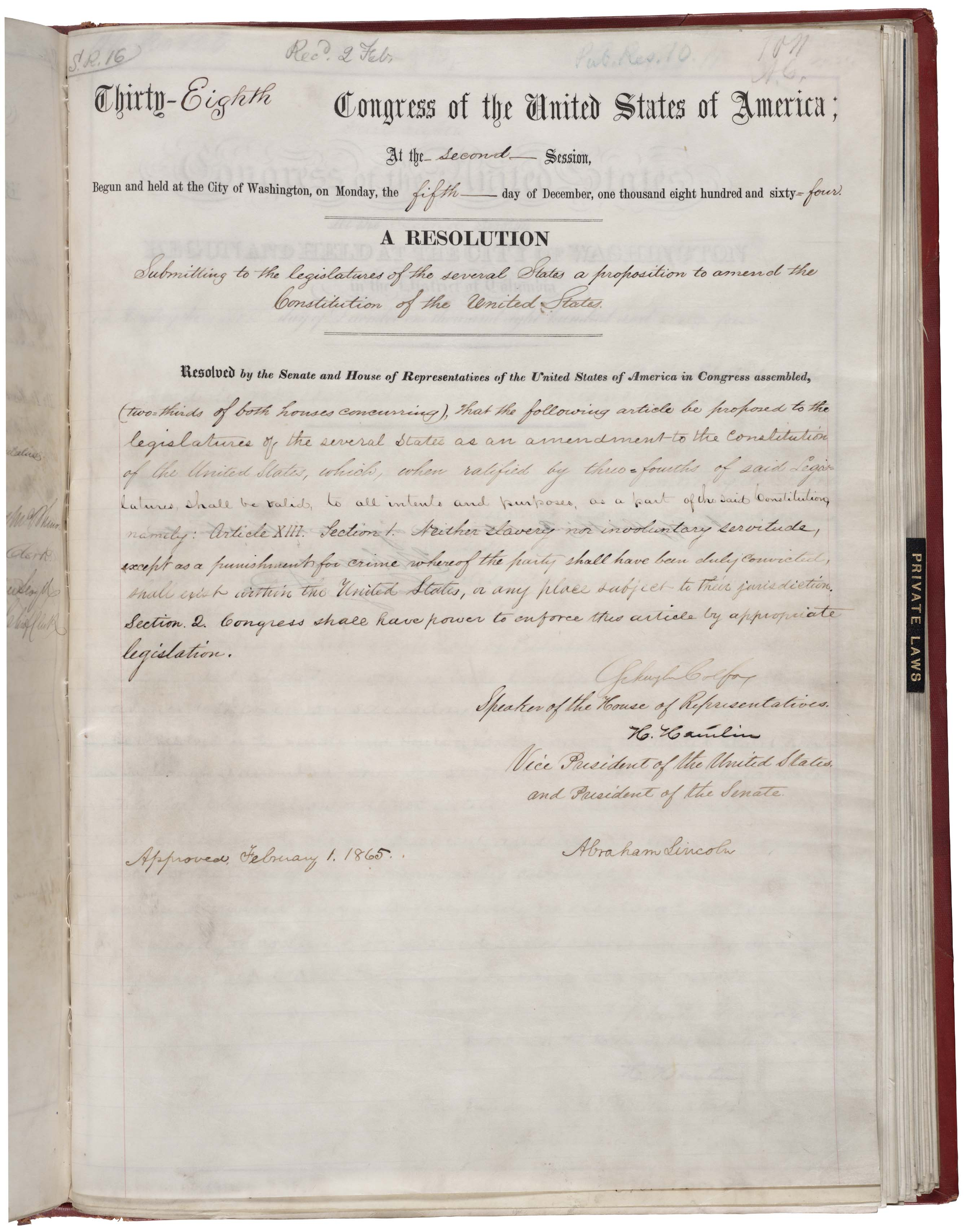
La copia originale del XIII emendamento conservata negli archivi nazionali.

Il XIII emendamento della Costituzione degli Stati Uniti d'America (Emendamento XIII) abolì ufficialmente e continua a proibire la schiavitù, e, con eccezioni limitate a chi sia stato riconosciuto colpevole di alcuni reati, proibisce i lavori forzati. Prima della sua ratifica, la schiavitù era rimasta legale solo in New Jersey, Kentucky e Delaware; in tutto il resto degli Stati Uniti d'America gli schiavi erano stati liberati grazie all'azione dei governi statali o dal Proclama di emancipazione.
Abraham Lincoln, estensore del proclama, e altri politici statunitensi erano tuttavia preoccupati che il proclama sarebbe stato visto come una misura temporanea dovuta alla guerra, e quindi, oltre a liberare gli schiavi negli Stati in cui la schiavitù era ancora legale, essi sostennero l'emendamento in modo da assicurare l'abolizione permanente della schiavitù.

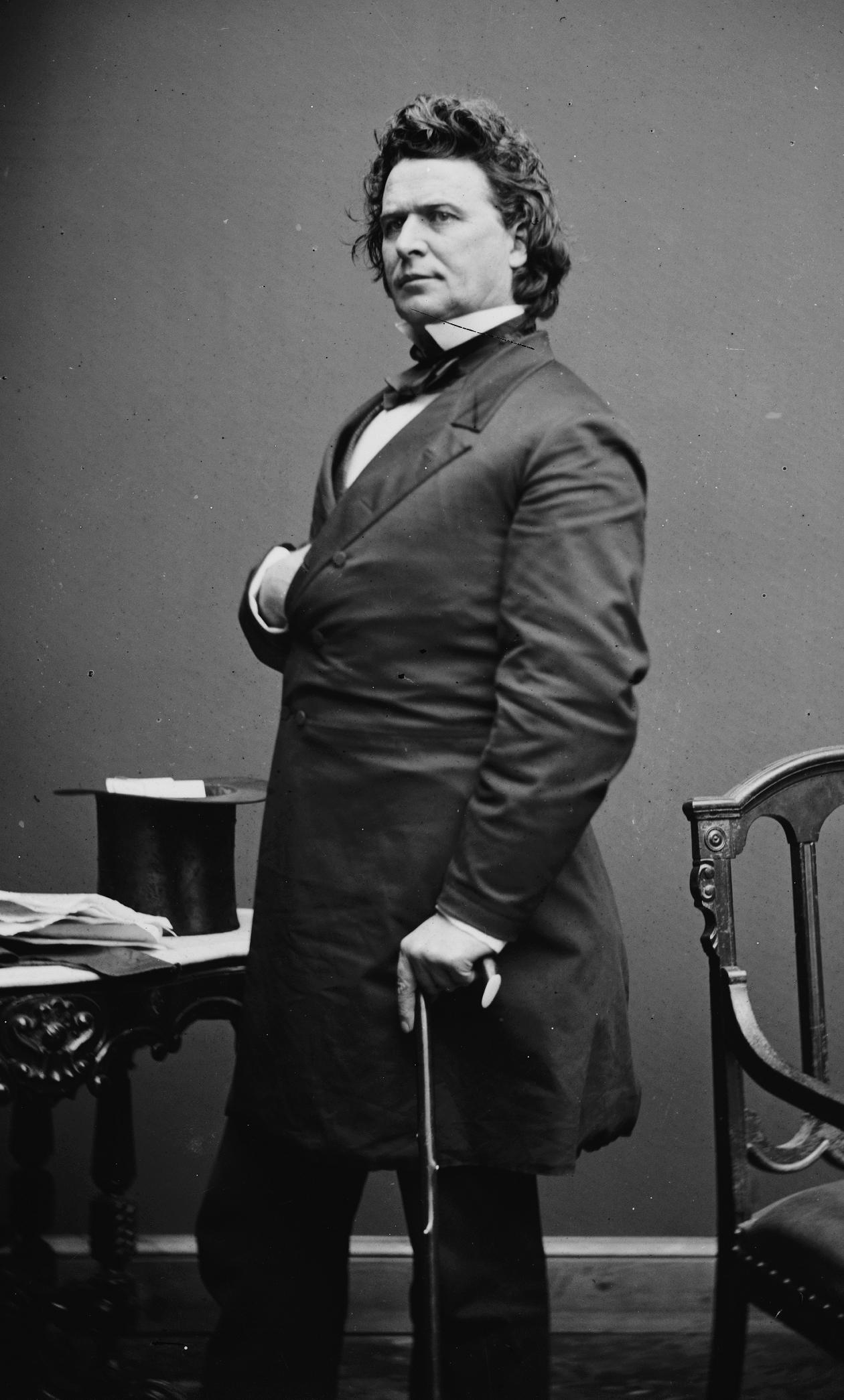
Il Rappresentante repubblicano del Congresso James Mitchell Ashley propose nel 1863 un emendamento per abolire lo schiavismo.

L'emendamento fu proposto dai deputati alla Camera dei rappresentanti James Mitchell Ashley (repubblicano dell'Ohio) e James Falconer Wilson (repubblicano dell'Iowa) e dal senatore John B. Henderson (democratico del Missouri). Dopo la sua approvazione nel 1865 vennero proposti e approvati altri due emendamenti, che insieme al XIII sono noti come emendamenti della Ricostruzione: il XIV per proteggere i diritti civili degli ex schiavi e il XV che garantì il diritto di voto anche ai nuovi cittadini.

## Storia del processo di approvazione
I primi dodici emendamenti furono adottati nei primi 15 anni dopo l'approvazione della Costituzione. I primi 10, noti sotto il nome di Dichiarazione dei Diritti, o Bill of Rights in inglese, furono approvati nel 1791, l'XI emendamento nel 1795 e il XII nel 1804. Quando fu proposto il XIII, quindi, non erano più stati approvati emendamenti da circa sessant'anni.
Il XIII emendamento segnò una svolta radicale nelle idee politiche: durante le crisi della secessione, prima dello scoppio della guerra, la maggioranza delle leggi approvate dal Congresso aveva, infatti, protetto la schiavitù, sebbene vi fossero state anche alcune proposte per abolirla. Fra queste ultime si ricorda quella di John Quincy Adams, allora deputato alla Camera dei rappresentanti, che l'avanzò nel 1839. Il 14 dicembre 1863, James Mitchell Ashley (repubblicano dell'Ohio) presentò una proposta a sostegno di un emendamento costituzionale che abolisse la schiavitù in tutti gli Stati Uniti; a questa fece immediatamente seguito una proposta simile del deputato James Falconer Wilson (repubblicano dell'Iowa).
Il Congresso e l'opinione pubblica si interessavano sempre più alla questione e seguì una serie di proposte legislative. Il senatore John Brooks Henderson del Missouri propose una risoluzione congiunta per un emendamento costituzionale volto ad abolire la schiavitù l'11 gennaio 1864. L'abolizione della schiavitù era, storicamente, un tema associato ai Repubblicani, tuttavia Henderson era democratico. La commissione del Senato per gli affari giudiziari, presieduta da Lyman Trumbull (repubblicano dell'Illinois), fu coinvolta nel processo per proporre una versione unificata delle differenti proposte. Un altro repubblicano, il senatore Charles Sumner (repubblicano radicale del Massachusetts), propose un emendamento per abolire la schiavitù e per garantire l'uguaglianza l'8 febbraio dello stesso anno.
Mentre il numero delle proposte e l'estensione della loro portata continuava a crescere, la commissione sottopose al Senato un emendamento che riuniva le proposte di Ashley, Wilson e Henderson.
Il Senato approvò l'emendamento l'8 aprile 1864, con 38 voti a favore e 6 contrari. Dato che l'emendamento fu proposto prima che gli Stati sudisti fossero pienamente reintegrati nell'unione dopo la guerra di secessione, si prevedeva una sua rapida approvazione da parte del Congresso. Tuttavia, mentre al Senato l'approvazione fu immediata, la Camera dei rappresentanti inizialmente lo respinse. Fu solo dopo che James Mitchell Ashley lo ebbe riproposto, che lo stesso presidente Lincoln prese l'iniziativa per assicurarne l'approvazione da parte della Camera, aggiungendola al programma elettorale repubblicano per le successive elezioni presidenziali. I suoi sforzi vennero ricompensati quando la Camera approvò la proposta nel gennaio 1865 con 119 voti a favore, 56 contrari ed 8 astenuti, quindi con appena 2 voti di scarto sul minimo di due terzi di voti favorevoli necessari per emendare la Costituzione. A proposito del convinto sostegno della presidenza all'emendamento si può notare, osservando il testo originale dell'emendamento, che questo, contrariamente alla prassi, reca anche la firma del presidente, sotto quelle dei presidenti di Camera e Senato. La proposta fu quindi inviata agli Stati per la ratifica e, una volta completato il processo, il Segretario di Stato William H. Seward formalizzò l'avvenuta ratifica il 18 dicembre 1865.
Il tredicesimo emendamento completò la legislazione per l'abolizione della schiavitù, che era cominciata con il Proclama di emancipazione, firmato nel 1863. Approssimativamente su tutto il territorio statunitense rimanevano, all'epoca dell'entrata in vigore del nuovo testo, circa 40 000 schiavi, tutti concentrati in Kentucky, che furono quindi liberati.

### Processo di ratifica
Il tredicesimo emendamento fu inviato per la ratifica ai 36 Stati allora esistenti dal 38º Congresso degli Stati Uniti il 31 gennaio 1865, ed entrò in vigore il 6 dicembre 1865, dopo la ratifica di 27 Stati. L'entrata in vigore fu dichiarata il 18 dicembre 1865. La sua più recente ratifica, tuttavia, avvenne nel 1995 in Mississippi, l'ultimo dei 36 Stati che esistevano all'epoca della proposta a ratificarlo. Gli Stati che hanno ratificato l'emendamento sono stati:

## Elenco degli Stati che hanno ratificato l'emendamento e data della ratifica
| Stato         | Data             | Stato             | Data                                                      |
| ------------- | ---------------- | ----------------- | --------------------------------------------------------- |
| Illinois      | 1º febbraio 1865 | Vermont           | 8 marzo 1865                                              |
| Rhode Island  | 2 febbraio 1865  | Tennessee         | 7 aprile 1865                                             |
| Michigan      | 3 febbraio 1865  | Arkansas          | 14 aprile 1865                                            |
| Maryland      | 3 febbraio 1865  | Connecticut       | 4 maggio 1865                                             |
| New York      | 3 febbraio 1865  | New Hampshire     | 1º luglio 1865                                            |
| Pennsylvania  | 3 febbraio 1865  | Carolina del Sud  | 13 novembre 1865                                          |
| West Virginia | 3 febbraio 1865  | Alabama           | 2 dicembre 1865                                           |
| Missouri      | 6 febbraio 1865  | Carolina del Nord | 4 dicembre 1865                                           |
| Maine         | 7 febbraio 1865  | Georgia           | 6 dicembre 1865                                           |
| Kansas        | 7 febbraio 1865  | Oregon            | 8 dicembre 1865                                           |
| Massachusetts | 7 febbraio 1865  | California        | 19 dicembre 1865                                          |
| Virginia      | 9 febbraio 1865  | Florida           | 28 dicembre 1865                                          |
| Ohio          | 10 febbraio 1865 | Iowa              | 15 gennaio 1866                                           |
| Indiana       | 13 febbraio 1865 | New Jersey        | 23 gennaio 1866                                           |
| Nevada        | 16 febbraio 1865 | Texas             | 18 febbraio 1870                                          |
| Louisiana     | 17 febbraio 1865 | Delaware          | 12 febbraio 1901                                          |
| Minnesota     | 23 febbraio 1865 | Kentucky          | 18 marzo 1976                                             |
| Wisconsin     | 24 febbraio 1865 | Mississippi       | 16 marzo 1995 (ratifica) 7 febbraio 2013 (certificazione) |

## Interpretazione e limiti
La Corte suprema degli Stati Uniti ha deciso che questo emendamento non proibisce la coercizione ma che proibisce invece l'impiego coatto come forma di rimedio giudiziario nel caso di violazione di contratti per prestazioni personali (come i contratti d'impiego).
Violazioni di questa disposizione furono represse ancora nel 1947.
Prima del 1988 ridurre una persona in uno stato di servitù involontaria tramite mezzi coercitivi psicologici era una pratica che si considerava vietata dall'emendamento; tuttavia nel caso U.S. v. Kozminski la Corte suprema dichiarò che imporre la sottomissione attraverso mezzi psicologicamente coercitivi non era una pratica considerabile come bandita dalla costituzione; questo nonostante le pressioni psicologiche fossero state il mezzo primario per forzare alla servitù involontaria nel caso di Elizabeth Ingalls nel 1947. La sentenza della Corte suprema del 1988 circoscrisse la servitù involontaria ai casi in cui il padrone assoggetta lo schiavo con:
1. uso della forza fisica o minaccia di ricorso alla stessa
2. coercizione legale imposta o minacciata dallo stato
3. frode o inganno quando lo schiavo sia un minore, un immigrato o una persona incapace di intendere e di volere[17]

Le leggi federali anti schiavitù furono aggiornate con il Trafficking Victims Protection Act del 2000 che ampliò la definizione di schiavitù per estenderla ai casi in cui le vittime erano state ridotte alla servitù tramite coercizione psicologica, oltre che fisica.
Attualmente si ritiene che le vittime della tratta di esseri umani e delle altre condizioni di lavoro forzato siano comunemente minacciate di azioni legali nei loro confronti: ad esempio è noto che gli immigrati irregolari vengono minacciati di essere denunciati. Per queste persone la prospettiva di essere obbligati a lasciare gli Stati Uniti, nonostante la situazione degradante in cui sono costrette a vivere, alle volte serve da deterrente che permette ad una situazione di sfruttamento di continuare indisturbata. Le vittime dei lavori forzati sono protette del titolo 18 del codice penale federale

## Emendamenti proposti precedentemente
Prima dell'adozione di questo emendamento, per due volte, il Congresso inviò agli Stati due emendamenti che sarebbero potuti diventare, se adottati, il tredicesimo.
- Uno, approvato dal Congresso nel 1810, avrebbe revocato la cittadinanza a chiunque avesse accettato un titolo di nobiltà straniero o una paga da uno Stato straniero senza l'autorizzazione del Congresso.
- L'emendamento Corwin approvato dal Congresso nel 1861 nel tentativo di evitare la guerra di secessione, e ratificato da due Stati, che avrebbe proibito qualsiasi emendamento costituzionale che avesse interferito con la schiavitù, o nelle istituzioni locali di uno Stato.

## Testo
Section 2. Congress shall have the power to enforce this article by appropriate legislation.»
Sezione II Il Congresso ha facoltà di porre in essere la legislazione opportuna per dare esecuzione a questo Articolo.»
(Tredicesimo emendamento della Costituzione degli Stati Uniti d'America)